# Айрон-Рейндж (США)
Айрон-Рейндж (англ. Iron Range) — тауншип в округе Айтаска (Миннесота, США). На 2010 год его население составило 649 человек. Название произошло от богатых железных залежей в тауншипе.

## География
По данным Бюро переписи населения США площадь тауншипа составляет 74,9 км², из которых 70,4 км² занимает суша, а 4,5 км² — вода (6,05 %). На территории тауншипа расположен город Таконайт (53,4 км²).
Через тауншип проходит скоростная автомагистраль  US 169.

## Население
В 2010 году на территории тауншипа проживало 649 человек (из них 51,5 % мужчин и 48,5 % женщин), насчитывалось 269 домашних хозяйств и 173 семьи. На территории города было расположено 339 построек со средней плотностью 4,8 построек на один квадратный километр суши. Расовый состав населения: белые — 94,5 %, афроамериканцы — 0,6 %, коренных американцы — 1,2 %, другие расы США — 0,2, две или более других рас — 3,1 %.
Из 649 человек тауншипа, 369 проживают в городе Таконайт (плотность — 7,15 чел./км²), остальные 289 человек не принадлежат городу (плотность на оставшейся территории тауншипа — 15,2 чел./км²).
Население города по возрастному диапазону по данным переписи 2010 года распределилось следующим образом: 27,1 % — жители младше 21 года, 58,1 % — от 21 до 65 лет и 14,8 % — в возрасте 65 лет и старше. Средний возраст населения — 40,7 года. На каждые 100 женщин в Айрон-Рейндже приходилось 106,0 мужчин, при этом на 100 совершеннолетних женщин приходилось 105,0 мужчин сопоставимого возраста.
Из 269 домашних хозяйств 64,3 % представляли собой семьи: 55,0 % совместно проживающих супружеских пар (21,2 % с детьми младше 18 лет); 5,9 % — женщины, проживающие без мужей, 3,3 % — мужчины, проживающие без жён. 35,7 % не имели семьи. В среднем домашнее хозяйство ведут 2,39 человека, а средний размер семьи — 2,99 человека. В одиночестве проживали 30,1 % населения, 12,3 % составляли одинокие пожилые люди (старше 65 лет).
В 2014 году из 515 человек старше 16 лет имели работу 292. В 2014 году медианный доход на семью оценивался в 56 875 $, на домашнее хозяйство — в 56 429 $. Доход на душу населения — 23 385 $ в год.